# 野村裕知
野村 裕知（のむら ひろとも、1957年〈昭和32年〉6月30日 - ）は、日本の新聞記者、経営者。国家公安委員会委員。

## 来歴
鹿児島県出身。1980年（昭和55年）、早稲田大学政治経済学部経済学科を卒業し、同年4月、日本経済新聞社に入社。
入社後、主に電機分野や通信分野の取材を担当し、編集局証券部、福島支局、産業部を経て、1990年（平成2年）より米州総局（ニューヨーク）で記者を務めた。その後、東京産業部編集委員、米州総局編集委員、ロサンゼルス支局長、日経ビジネス編集長、東京本社編集局次長、証券部長、新媒体準備室長、日経ヴェリタス編集長、東京本社編集局総務などを歴任。2009年（平成21年）7月にはデジタル編成局長に就任し、日本経済新聞の電子版事業の中心を担った。
2012年（平成24年）3月29日、常務取締役（デジタル事業/コンテンツ事業担当）に就任。同（電子版事業/コンテンツ事業/人材・教育事業担当）、同（デジタル事業/コンテンツ事業/人材・教育事業担当）を経て、2015年（平成27年）3月26日、専務取締役に就任。同（デジタル事業/電子版/人材教育事業統括）、同（デジタル事業/電子版/人材教育事業統括、FT事業統括補佐）を経て、2015年（平成27年）11月に日経ヨーロッパ社会長に就任。専務取締役（デジタル事業/電子版/人材教育事業統括、FT事業統括補佐）、同（デジタル事業統括、FT事業担当）、同（グローバル事業/FT事業/人材教育事業担当）、同（グローバル事業統括、人材教育事業担当）の兼務を経て、2020年（令和2年）3月25日、日経BP取締役会長に就任。
2023年（令和5年）2月28日、日経BP取締役会長を退任。同年3月1日、日本経済新聞社顧問に就任。
同年3月5日、国家公安委員会委員に就任。